# Trachyglutus polychromus
Trachyglutus polychromus là một loài tò vò trong họ Ichneumonidae.